# Герб лена Кристианстад
Герб лена Кристианстад (швед. Kristianstads läns vapen) — символ прежнего административно-территориального образования лена Кристианстад, Швеция.

## История
Герб этого лена утвержден в 1939 году. Лен Кристианстад ликвидирован 31 декабря 1996 после объединения с леном Мальмёхус в нынешний лен Сконе.

## Описание (блазон)
В золотом поле оторваная червленая голова грифона с лазоревым клювом и языком, увенчанная лазоревой короной, из которой выходит плюмаж из пяти перьев — 3 червленых и 2 серебряных.

## Содержание
Герб лена Кристианстад создан как видоизмененный герб ландскапа Сконе.
Органами власти мог использоваться вариант герба лена, увенчанный королевской короной.

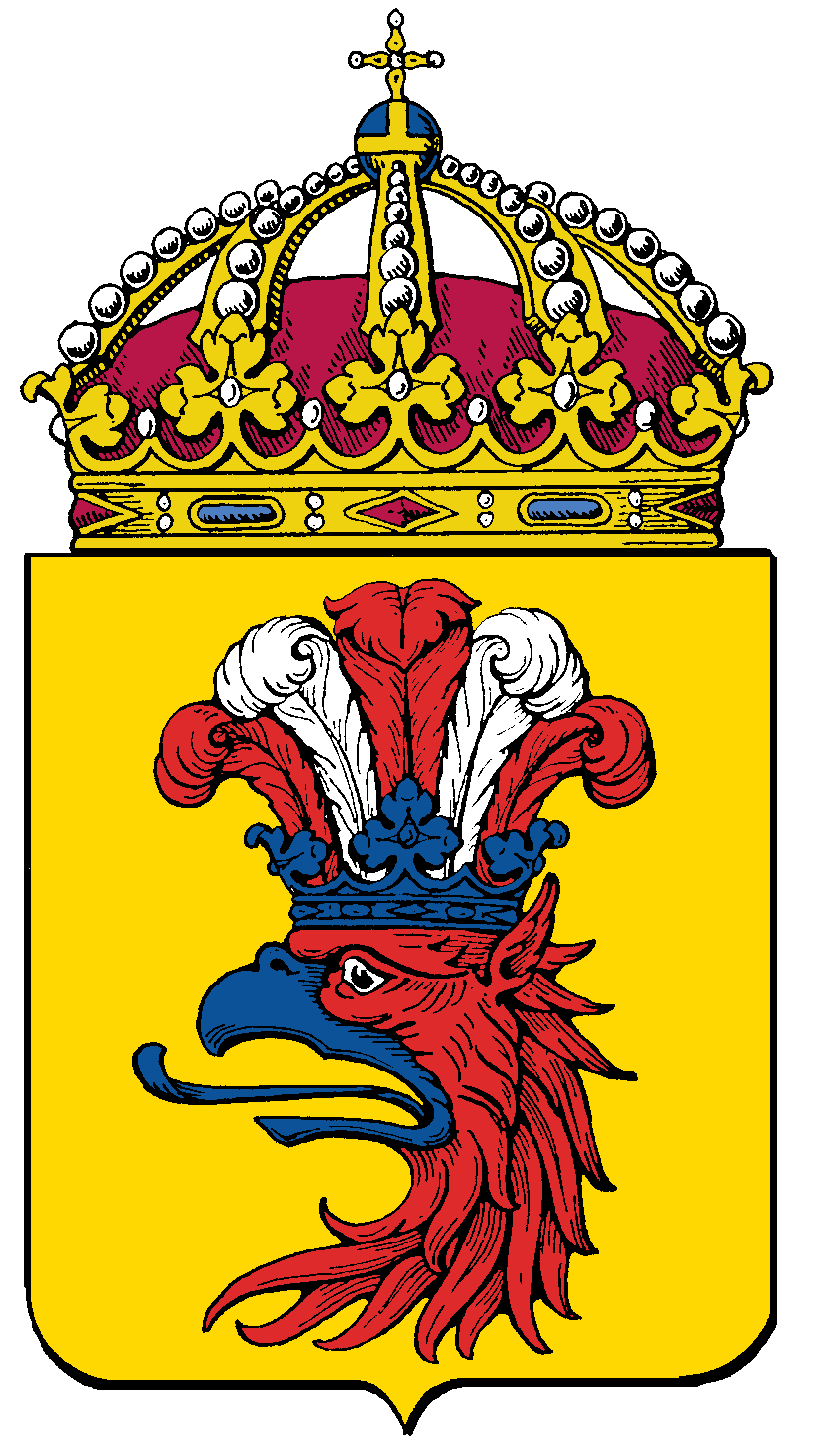
Герб лена с королевской короной